# Shanghai Masters 2016 - Qualificazioni singolare
Le qualificazioni del singolare dello Shanghai Masters 2016 sono state un torneo di tennis preliminare per accedere alla fase finale della manifestazione. I vincitori dell'ultimo turno sono entrati di diritto nel tabellone principale. In caso di ritiro di uno o più giocatori aventi diritto a questi sono subentrati i lucky loser, ossia i giocatori che hanno perso nell'ultimo turno ma che avevano una classifica più alta rispetto agli altri partecipanti che avevano comunque perso nel turno finale.

## Teste di serie
1. Michail Južnyj (qualificato)
2. Kyle Edmund (qualificato)
3. Karen Chačanov (primo turno)
4. Taylor Fritz (qualificato)
5. Lu Yen-hsun (ultimo turno)
6. Adrian Mannarino (primo turno)
7. Thomaz Bellucci (ultimo turno)

1. John Millman (ultimo turno)
2. Diego Schwartzman (primo turno)
3. Dušan Lajović (ultimo turno)
4. Íñigo Cervantes (ultimo turno)
5. Lukáš Rosol (qualificato)
6. Michail Kukuškin (primo turno)
7. Yūichi Sugita (qualificato)

## Qualificati
1. Michail Južnyj
2. Kyle Edmund
3. Miša Zverev
4. Taylor Fritz

1. Yūichi Sugita
2. Vasek Pospisil
3. Lukáš Rosol

## Tabellone

### Legenda
| - Q = Qualificato - WC = Wild card - LL = Lucky loser | - ALT = Alternate - SE = Special Exempt - PR = Protected Ranking | - w/o = Walkover - r = Ritirato - d = Squalificato |

### Sezione 1
|  | Primo turno | Primo turno      | Primo turno      | Primo turno | Primo turno |  |  | Ultimo turno | Ultimo turno   | Ultimo turno   | Ultimo turno | Ultimo turno |  |
|  |             |                  |                  |             |             |  |  |              |                |                |              |              |  |
|  | 1           | Michail Južnyj   | Michail Južnyj   | 6           | 6           |  |  |              |                |                |              |              |  |
|  | WC          | Ouyang Bowen     | Ouyang Bowen     | 3           | 1           |  |  | 1            | Michail Južnyj | Michail Južnyj | 6            | 6            |  |
|  |             | Michael Berrer   | Michael Berrer   | 6           | 6           |  |  |              | Michael Berrer | Michael Berrer | 2            | 2            |  |
|  | 13          | Michail Kukuškin | Michail Kukuškin | 3           | 4           |  |  |              |                |                |              |              |  |

### Sezione 2
|  | Primo turno | Primo turno   | Primo turno | Primo turno | Primo turno |  |  | Ultimo turno | Ultimo turno  | Ultimo turno | Ultimo turno | Ultimo turno |  |
|  |             |               |             |             |             |  |  |              |               |              |              |              |  |
|  | 2           | Kyle Edmund   | Kyle Edmund | 6           | 6           |  |  |              |               |              |              |              |  |
|  | WC          | He Yecong     | He Yecong   | 3           | 2           |  |  | 2            | Kyle Edmund   | 6            | 2            | 6            |  |
|  | WC          | Gao Xin       | 2           | 7           | 3           |  |  | 10           | Dušan Lajović | 4            | 6            | 3            |  |
|  | 10          | Dušan Lajović | 6           | 62          | 6           |  |  |              |               |              |              |              |  |

### Sezione 3
|  | Primo turno | Primo turno       | Primo turno | Primo turno | Primo turno |  |  | Ultimo turno  | Ultimo turno  | Ultimo turno | Ultimo turno | Ultimo turno |  |
|  |             |                   |             |             |             |  |  |               |               |              |              |              |  |
|  | 3           | Karen Chačanov    | 6           | 4           | 4           |  |  |               |               |              |              |              |  |
|  |             | Miša Zverev       | 4           | 6           | 6           |  |  | Miša Zverev   | Miša Zverev   | 6            | 5            | 7            |  |
|  |             | Ryan Harrison     | 6           | 1           | 6           |  |  | Ryan Harrison | Ryan Harrison | 3            | 7            | 5            |  |
|  | 9           | Diego Schwartzman | 3           | 6           | 1           |  |  |               |               |              |              |              |  |

### Sezione 4
|  | Primo turno | Primo turno     | Primo turno     | Primo turno | Primo turno |  |  | Ultimo turno | Ultimo turno | Ultimo turno | Ultimo turno | Ultimo turno |  |
|  |             |                 |                 |             |             |  |  |              |              |              |              |              |  |
|  | 4           | Taylor Fritz    | Taylor Fritz    | 7           | 7           |  |  |              |              |              |              |              |  |
|  |             | Andreas Seppi   | Andreas Seppi   | 65          | 65          |  |  | 4            | Taylor Fritz | Taylor Fritz | 6            | 6            |  |
|  |             | Thomas Fabbiano | Thomas Fabbiano | 3           | 4           |  |  | 8            | John Millman | John Millman | 4            | 2            |  |
|  | 8           | John Millman    | John Millman    | 6           | 6           |  |  |              |              |              |              |              |  |

### Sezione 5
|  | Primo turno | Primo turno            | Primo turno            | Primo turno | Primo turno |  |  | Ultimo turno | Ultimo turno  | Ultimo turno | Ultimo turno | Ultimo turno |  |
|  |             |                        |                        |             |             |  |  |              |               |              |              |              |  |
|  | 5           | Lu Yen-hsun            | Lu Yen-hsun            | 6           | 6           |  |  |              |               |              |              |              |  |
|  | WC          | Zhang Zhizhen          | Zhang Zhizhen          | 4           | 1           |  |  | 5            | Lu Yen-hsun   | 6            | 6            | 3            |  |
|  |             | Édouard Roger-Vasselin | Édouard Roger-Vasselin | 2           | 5           |  |  | 14           | Yūichi Sugita | 7            | 3            | 6            |  |
|  | 14          | Yūichi Sugita          | Yūichi Sugita          | 6           | 7           |  |  |              |               |              |              |              |  |

### Sezione 6
|  | Primo turno | Primo turno      | Primo turno | Primo turno | Primo turno |  |  | Ultimo turno | Ultimo turno    | Ultimo turno | Ultimo turno | Ultimo turno |  |
|  |             |                  |             |             |             |  |  |              |                 |              |              |              |  |
|  | 6           | Adrian Mannarino | 6(0)        | 7           | 3           |  |  |              |                 |              |              |              |  |
|  |             | Vasek Pospisil   | 7           | 63          | 6           |  |  |              | Vasek Pospisil  | 6            | 4            | 6            |  |
|  |             | Jared Donaldson  | 6           | 3           | 2           |  |  | 11           | Íñigo Cervantes | 4            | 6            | 4            |  |
|  | 11          | Íñigo Cervantes  | 2           | 6           | 6           |  |  |              |                 |              |              |              |  |

### Sezione 7
|  | Primo turno | Primo turno         | Primo turno     | Primo turno | Primo turno |  |  | Ultimo turno | Ultimo turno    | Ultimo turno    | Ultimo turno | Ultimo turno |  |
|  |             |                     |                 |             |             |  |  |              |                 |                 |              |              |  |
|  | 7           | Thomaz Bellucci     | Thomaz Bellucci | 6           | 7           |  |  |              |                 |                 |              |              |  |
|  | PR          | Matthew Ebden       | Matthew Ebden   | 4           | 5           |  |  | 7            | Thomaz Bellucci | Thomaz Bellucci | 2            | 4            |  |
|  |             | Nikoloz Basilašvili | 63              | 6           | 65          |  |  | 12           | Lukáš Rosol     | Lukáš Rosol     | 6            | 6            |  |
|  | 12          | Lukáš Rosol         | 7               | 4           | 7           |  |  |              |                 |                 |              |              |  |